# Der Gehängte
Der Gehängte ist eine der auch große Arkana genannten Trumpfkarten des Tarot.

## Darstellung
Die Karte zeigt einen Mann an einem Fuße kopfüber aufgehängt über einem Abgrund. Der Galgen wird aus zwei Baumstämmen und einem Querbalken gebildet, das freie Bein ist verschränkt und bildet mit dem anderen eine umgekehrte vier.
Bei Crowley ist der Gehängte an eine Wand festgenagelt.
Bei Haindl ist das Haar des Gehängten mit dem Boden verwachsen, welcher wie ein weiblicher Körper aussieht.

## Deutung
Früher war der Gehängte der Verräter, Judas, der schändliche Mensch. Heute gilt die Karte als Symbol der Einweihung (ähnlich wie Odin, der sich neun Tage an der Weltenesche Yggdrasil aufhängt) und der dazu notwendigen Geduld und die Fähigkeit, die Welt aus einem anderen Blickwinkel zu betrachten.

## Entsprechungen
- das Element Wasser
- der hebräische Buchstabe מ (Mem)